# صنم چلیک
صنم چلیک (ترکی استانبولی: Sanem Çelik؛ زادهٔ ۱۸ مهٔ ۱۹۷۵) بازیگر، نقاش و بالرین اهل ترکیه است.
وی از سال ۱۹۸۵ میلادی تاکنون مشغول فعالیت بوده است. از فیلم‌ها یا برنامه‌های تلویزیونی که وی در آن
ایفای نقش کرده است می‌توان به فرشته تاریک، عالیه و راهزنان در دنیا حکومت نمی‌کنند اشاره کرد.